# Toại Bình
Toại Bình (chữ Hán giản thể: 遂平县, Hán Việt: Toại Bình huyện) là một huyện của địa cấp thị Trú Mã Điếm, tỉnh Hà Nam, Cộng hòa Nhân dân Trung Hoa. Huyện này có diện tích 1080 km2, dân số năm 2002 là 540.000 người, huyện lỵ tại trấn 灈 Dương. Huyện này được chia ra thành các đơn vị hành chính gồm 3 trấn, 10 hương. 
- Trấn: 灈 Dương, Xa Trạm và Ngọc Sơn.
- Hương: Dương Phong, Hoa Trang, Hoè Thụ, Trầm Trại, Hoà Hưng, Văn Thành, Trử Đường, Thạch Trại Phô, 嵖岈 Sơn và Đường Trang.

==Tham khảo==